# Скіфія (альманах)
«Скіфія» — літературно-художній альманах, видається в Каневі щоквартально видавництвом «Склянка Часу*Zeitglas». До альманаху входять твори українською і російською мовою.
Технічний редактор, упорядник, автор оригінал-макетів — Олександр Апальков.

## Випуски альманаху
Перший випуск альманаху вийшов у 2000 обсягом 142 сторінки у твердій палітурці з назвою «Скіфія-21», ISBN 966-7169-37-5.
З 2012 виходить щоквартально.
«Скіфія 2012. Весна», 2012.-400 с. ISBN 978-966-2306-33-0, Обкладинка Є. Гордієнко, використано графіку А.Морозової. Тираж 1000. У альманасі опубліковані твори 80 сучасних авторів з України, а також із Італії, Росії, США. Використано графіку молодих українських художників.
«Скіфія 2012. Літо», 2012.-420 с. ISBN 978-966-2306-33-1. Обкладинка Є. Гордієнко, використано графіку Яни Носкової. Тираж 1000. До альманаху ввійшли твори 90 сучасних авторів.